# 代々木八幡宮
代々木八幡宮（よよぎはちまんぐう）は、東京都渋谷区代々木にある神社である。旧社格は村社。八幡神として応神天皇を主座に祀り、天祖社・天照大神、白山社・白山大神を配祀する。

## 歴史
1212年（鎌倉時代の建暦2年）、源頼家の近習・近藤三郎是茂の家来であった荒井外記智明によって創建された。頼家が修禅寺で暗殺された後、智明は武蔵国豊島郡代々木野に隠遁し主君の冥福を祈る日々を送っていたが、同年8月15日の夜、鎌倉の八幡大神から宝珠のような鏡を授かり、託宣を受ける夢を見た。そこで、同年9月23日、元八幡の地に小祠を建て鶴岡八幡宮より勧請を受けたのが当社の始まりであると伝える。現在でも例祭は9月23日に行われている。
1950年（昭和25年）、境内の発掘調査が行われ縄文時代の建物跡などが発見された。境内に竪穴建物を復元したものがある。「代々木八幡遺跡」として渋谷区の史跡に指定されている。

## 境内
- 稲荷社（豊受大神）
- 榛名社（日本武尊）
- 天神社（菅原道真公）

拝殿に向かう参道には、代々木の原に大日本帝国陸軍の代々木練兵場が1909年（明治42年）に造られた際、この地から立ち退くことになった居住者らが別れを惜しんで奉納した石碑、「訣別の碑」がある（二基ある灯篭の竿石部分）。

## 文化財
- 絵馬「代々木八幡縁起絵」（渋谷区指定有形民俗文化財）[6]
- 絵馬　伝「神功皇后之図」（渋谷区指定有形民俗文化財）[7]
- 代々木囃子（渋谷区指定無形民俗文化財）[8]
- 代々木もちつき唄（渋谷区指定無形民俗文化財）[9]
- 代々木八幡遺跡（渋谷区指定史跡）[4]

## 氏子地域
- 渋谷区
  - 代々木三丁目、四丁目、五丁目（各全域）、代々木一丁目と二丁目の一部
  - 富ヶ谷一丁目 - 二丁目
  - 上原一丁目 - 三丁目
  - 元代々木町
  - 初台一丁目 - 二丁目
  - 西原一丁目 - 三丁目
  - 大山町
  - 代々木神園町
  - 神山町と松濤の一部
- 目黒区
  - 駒場の一部

## アクセス
- 小田急線 代々木八幡駅
- 東京メトロ 代々木公園駅
- 京王バス、都営バス 八幡下停留所

## 関連施設
- 福泉寺 (渋谷区) – 同じ境内にある別当寺。天台宗。
- 代々木八幡公衆トイレ - 一の鳥居の脇にある。以前は和風建築であったが、渋谷区内に快適な公衆トイレを設置する「THE TOKYO TOILET」プロジェクトの対象となり、伊東豊雄によるデザインで改築、2021年7月に利用が開始された。キノコのような3つの建屋からなる。[10]

## ギャラリー

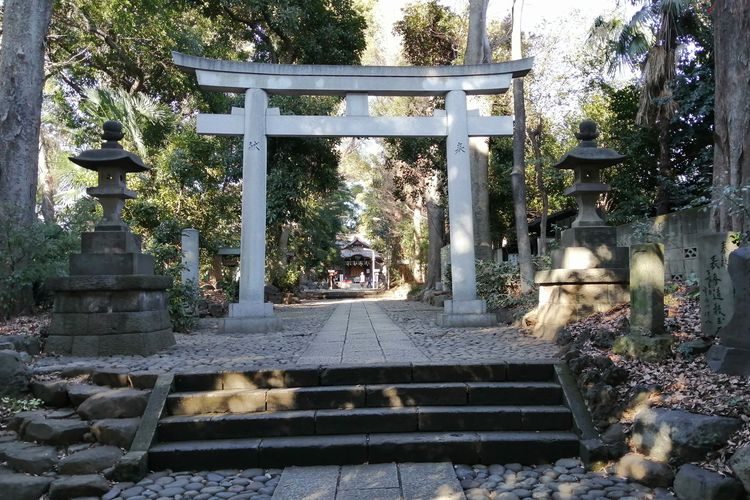
参道
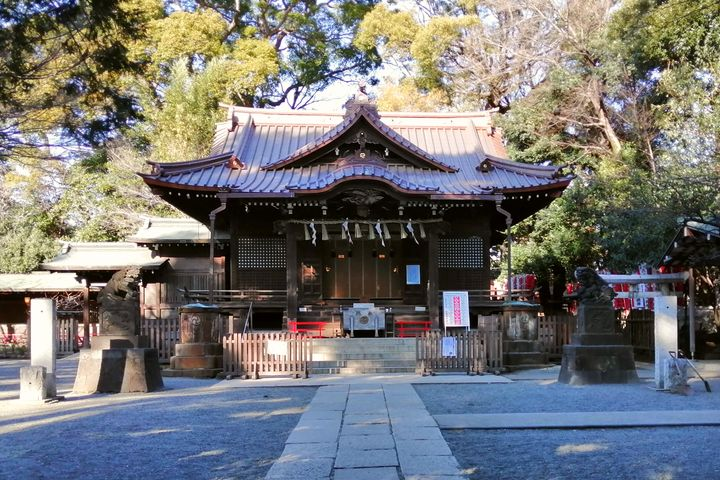
社殿
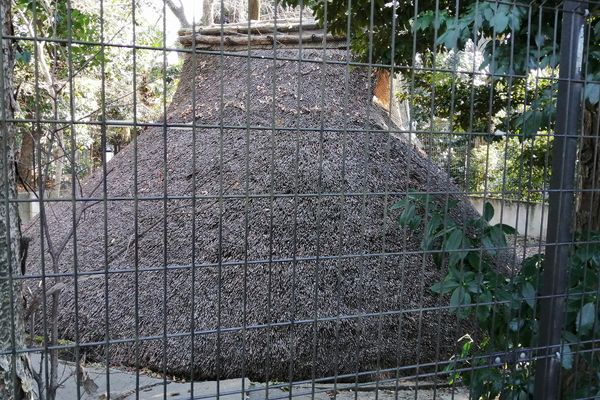
竪穴建物
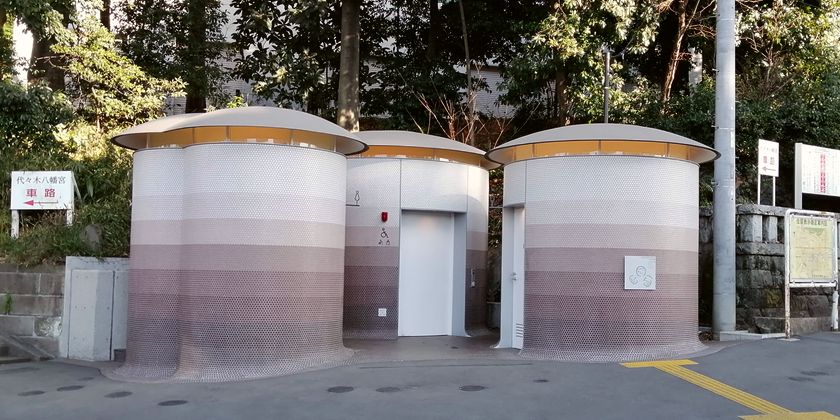
公衆トイレ
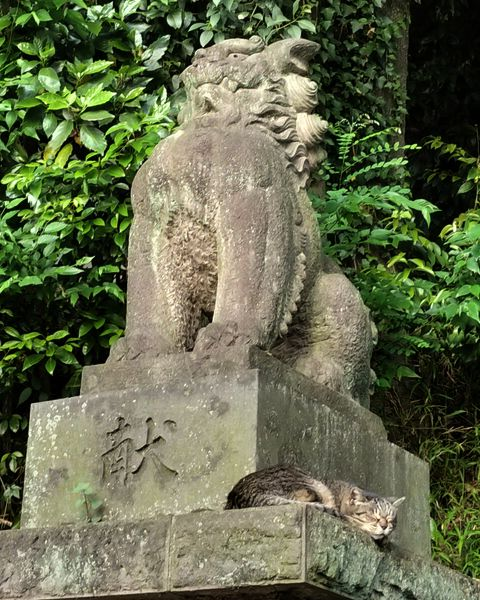
一の鳥居前の狛犬（左・吽形）
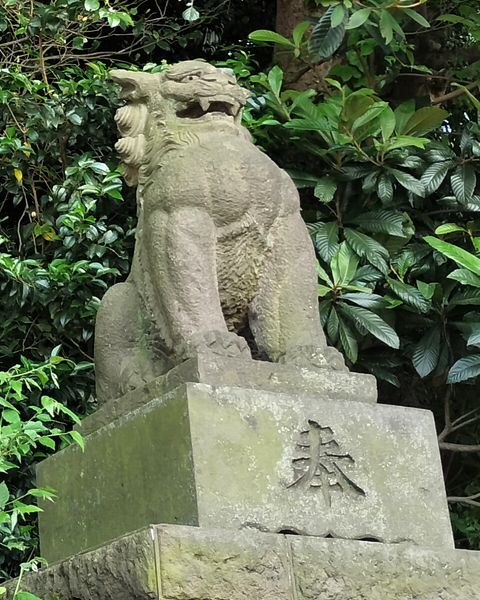
一の鳥居前の狛犬（右・阿形）
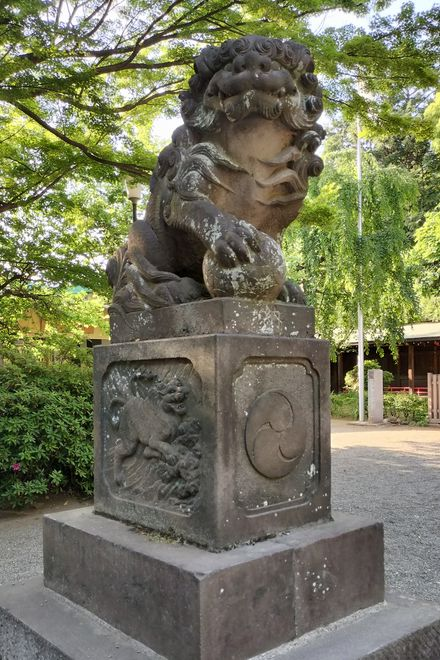
社殿前の狛犬（左・吽形）
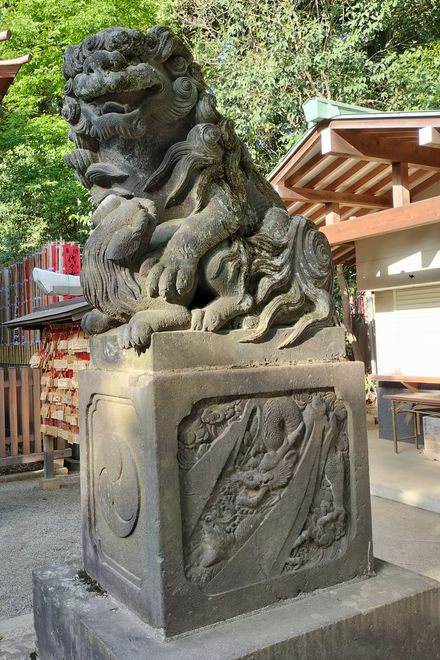
社殿前の狛犬（右・阿形）子犬がじゃれついている
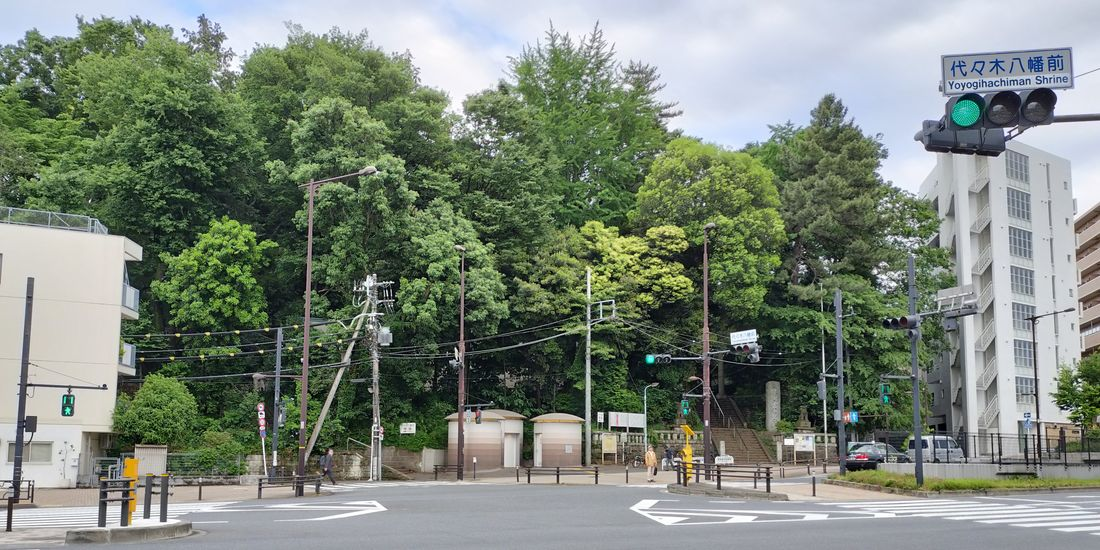
山手通りから見る
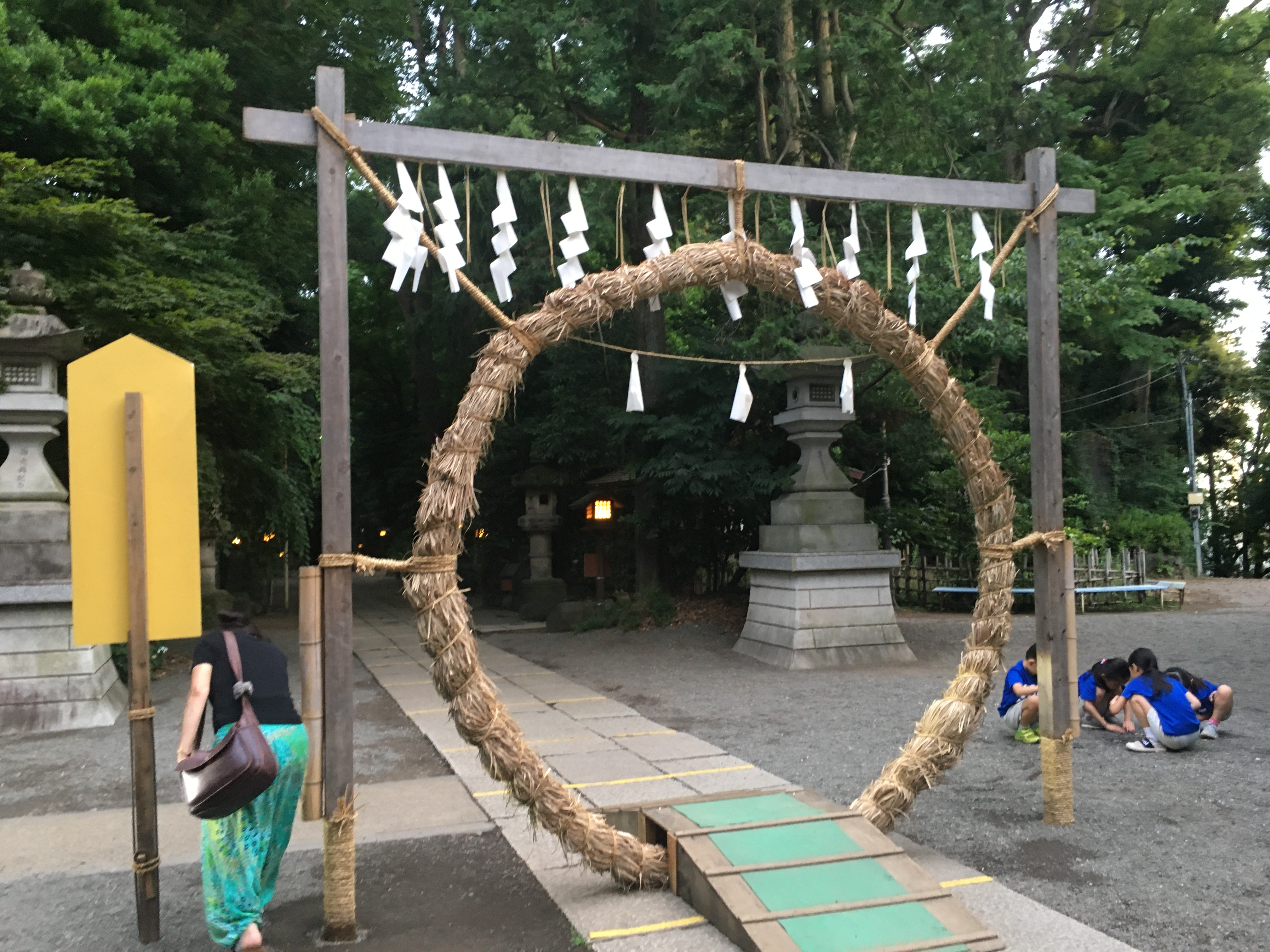
「夏越の祓」で行われる「茅の輪くぐり」